# Barrios y regiones de Los Ángeles

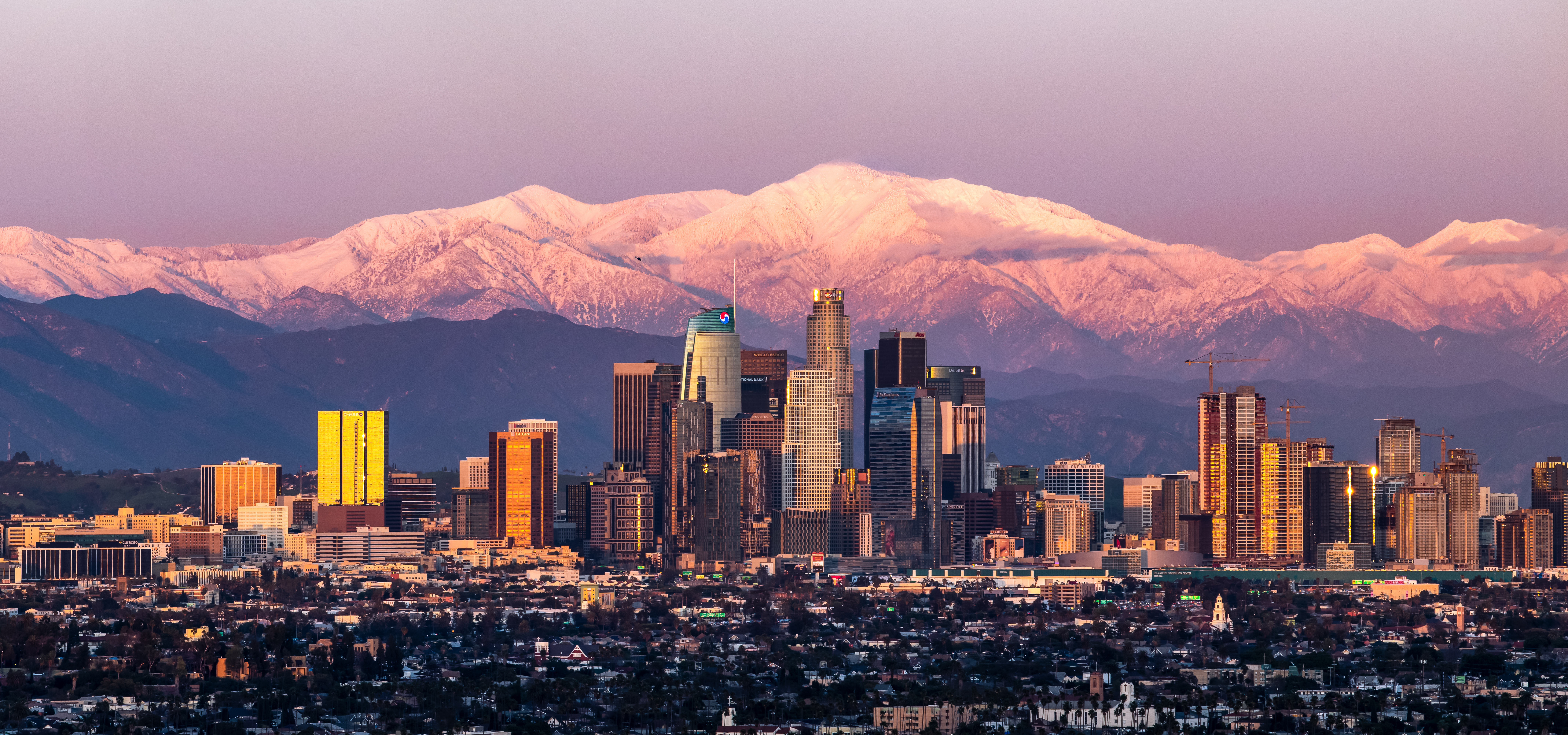
Centro de Los Ángeles.

La siguiente es una lista de los barrios y regiones ubicados en la ciudad de Los Ángeles, California (Estados Unidos).

## Regiones de la ciudad

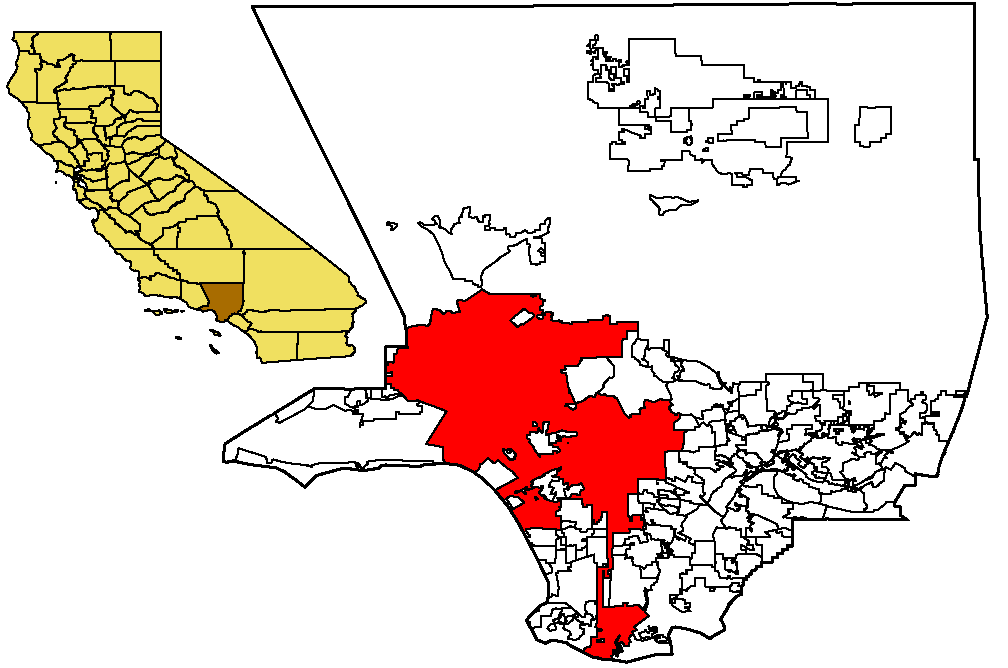
Mapa de la ciudad de Los Ángeles (en rojo) ubicada dentro del Condado de Los Ángeles.

La ciudad de Los Ángeles puede ser definida como una gran ciudad cosmopolita por su gran diversidad, siendo la segunda ciudad más habitada de los Estados Unidos de América. La ciudad creció tomando pequeñas ciudades como distritos prometiendo el servicio de agua potable traída de las montañas por el Departamento de Luz y Agua de Los Ángeles. Varios distritos de Los Ángeles no tienen "fronteras" oficiales, pero los ciudadanos tienen un conocimiento de los barrios y su ciudad. La ciudad está dividida en regiones con sus barrios. 
- Para ver ciudades en el área metropolitana:

### [1]Centro de Los Ángeles
El Centro de Los Ángeles es el área financiera, o CBD (en sus siglas en inglés), de la ciudad y también el lugar donde se ubicaba el primer pueblo de la futura ciudad. El área conocida como el "Centro", el Downtown, es la más pequeña y contiene el Centro Cívico, centros comerciales, varios grandes distritos industriales y la mayoría de las instituciones culturales de la ciudad. El Centro es el Punto cardinal o referente de las distancias y direcciones.
| Región de Los Ángeles                      | Barrios y Atracción                               |
| ------------------------------------------ | ------------------------------------------------- |
| Centro de Los Ángeles: - Centro Financiero | - Véase artículo principal: Centro de Los Ángeles |

### Este y Noreste de Los Ángeles
Al lado este del Centro de Los Ángeles está el río Los Ángeles,
y los distritos Este de Los Ángeles y Montebello. En la región del este de la ciudad, se concentra la población hispana, por ejemplo en el distrito de Boyle Heights y en el entorno de Mariachi Plaza. Al norte y noreste del Centro, hay una mezcla de barrios con gran variedad étnica, como Pasadena, Glendale, Atwater Village, Glassell Park, Mt. Washington y Eagle Rock. Los distritos del noreste de Los Ángeles se asientan en terrenos más altos que el resto de la región y se caracterizan por tener una población mezclada de clase media y barrios obreros.
| Región de Los Ángeles | Barrios y Atracción |
| --- | --- |
| Este y Nordeste de Los Ángeles: Residentes \ Nativos Famosos del área: - Antonio Villaraigosa - Edward James Olmos - Charles Fletcher Lummis - Cheech Marin - Óscar de la Hoya - Jackson Browne - Jaime Escalante | - Arroyo Seco - Los Túneles de Arroyo Seco por la Autovía 110 - Cypress Park - Boyle Heights - Burbank- Estudios de Warner Bros.(NBC); Estudios de Disney - Mariachi Plaza- Plaza donde se reúnen varios Mariachis. Estilo Plaza Garibaldi. - Eagle Rock - Occidental College - El Sereno - Este de Los Ángeles - Home of Peace Cemetery - Cementerio Calvary - Garvanza - Glendale - Glassell Park - Hermon - Highland Park - Hillside Village - Lincoln Heights - Plaza de la Raza - Heritage Square - Montecito Heights - Monterey Hills - Mt. Washington - Southwest Museum - Museo de vaqueros y arte Oeste estadounidense - Pasadena - Desfile del Torneo de las Rosas - Rose Bowl- Estadio - University Hills - California State University, Los Ángeles |

### Echo Park & Westlake

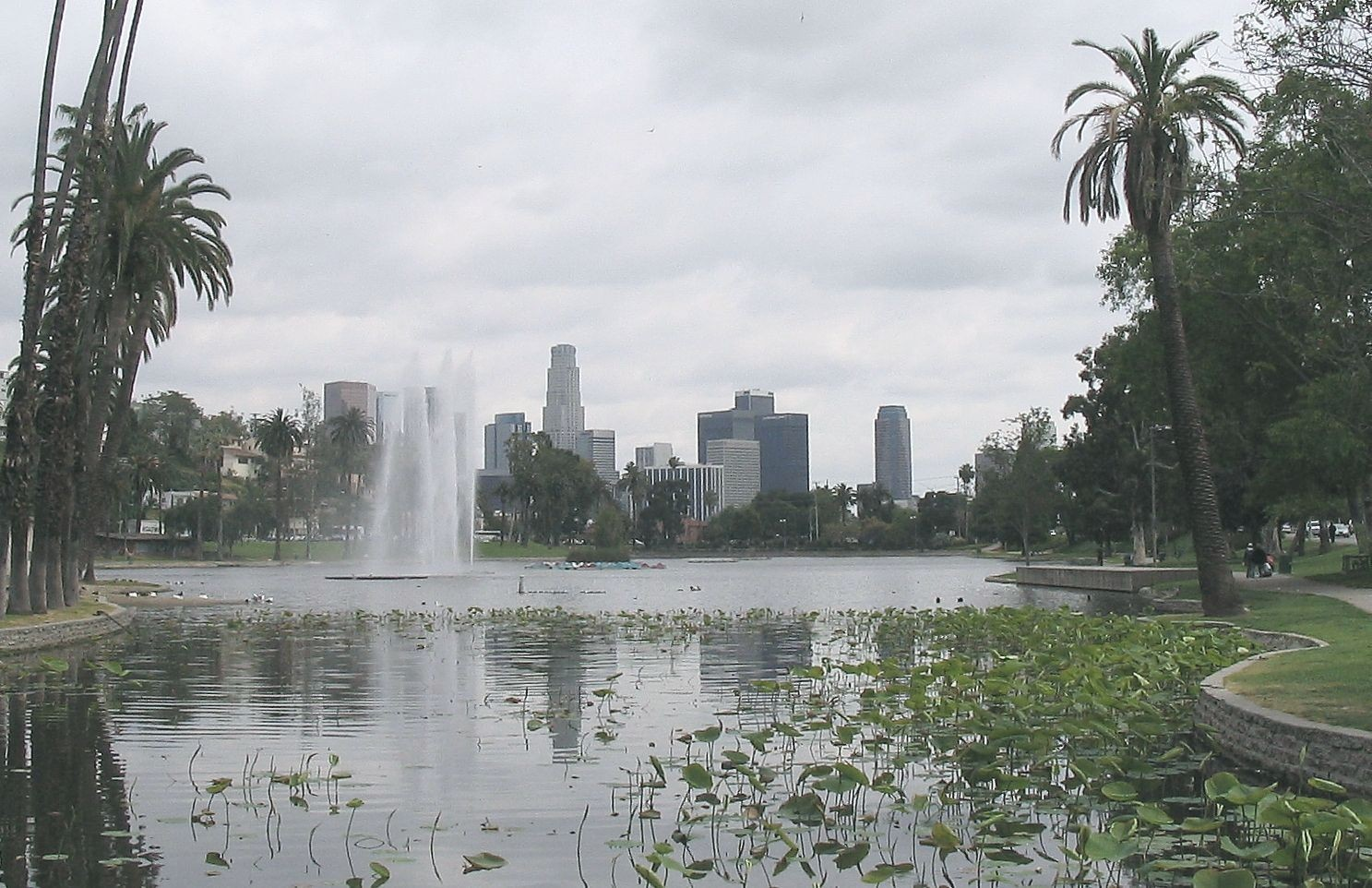
Un lago en Echo Park.

El área oeste inmediata junto al Centro está compuesta por los distritos que fueron los primeros suburbios de Los Ángeles. Angelino Heights y Echo Park fueron los primeros distritos en tener estudios de cine al oeste del río Misisipi, en los Estados Unidos. Ahora es residencia de varias familias inmigrantes y de bohemios. Si se pasea por la zona, se ve arquitectura de principio del siglo XX, cuando estos barrios fueron los más cotizados de Los Ángeles. Varias viviendas en el distrito de Angelino Heights, son de estilo victoriano.
| Región de Los Ángeles | Barrios y Atracción |
| --- | --- |
| Echo Park & Westlake de Los Ángeles : Residentes \ Nativos Famosos del área: - Leonardo DiCaprio - Shia LaBeouf - Anthony Quinn - Steve McQueen - Jack Webb - Ann Robinson - Ayn Rand - Veronica Porshe - Leo Politi - Carey McWilliams - Carlos Almaraz - Philip Dike | - Angelino Heights - Echo Park - Ángeles Temple - Historic Filipinotown - Lafayette Park - Lafayette Park Square - Pico-Union - Temple-Beaudry - Westlake - Parque McArthur |

### Hollywood y sus alrededores

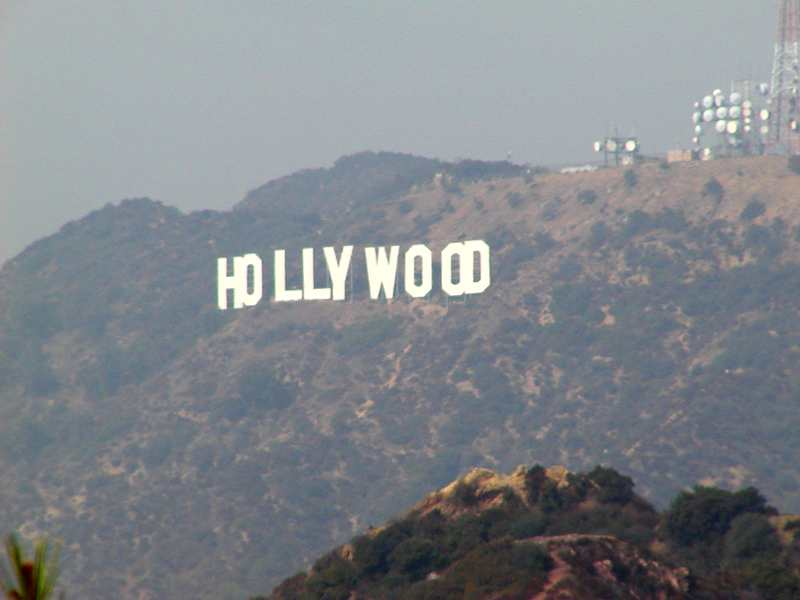
El famoso letrero de Hollywood es un símbolo de Los Ángeles, conocido mundialmente como la meca del cine estadounidense.

Hollywood antes de ser el famoso distrito de Los Ángeles y la meca del cine, fue un área de ranchos y luego una ciudad independiente. En 1910 fue unida a la ciudad para obtener los servicios básicos del agua y electricidad que ofrecía la ciudad de Los Ángeles. 
El distrito es muy visitado por los turistas, sobre todo, el Boulevar de Hollywood, los estudios del cine y el Letrero de Hollywood. Varias zonas fueron abandonadas por los estudios en la década de 1970, con lo que se produjo su declive en la última década del siglo XX. La ciudad ha realizado varios proyectos para regresarlo a sus tiempos de gloria, como la Plaza de Hollywood and Highland, el Nuevo Dolby Theatre, donde se realiza la ceremonia de los Premios Oscar, y el nuevo W Hotel en la esquina de Hollywood and Vine. Hollywood y sus colinas son algunas de las zonas residenciales más caras del país. 
| Región de Los Ángeles | Barrios y Atracción |
| --- | --- |
| Hollywood: Residentes \ Nativos Famosos del área: - Paris Hilton - Marilyn Manson - Anthony Kiedis (Red Hot Chilli Peppers) - Lindsay Lohan - Lauren Conrad - Vicki Blue - Meg Ryan - Ian Thorpe - Jennifer Aniston 1990s - Robert Mitchum, 1940s-'60s - Errol Flynn - 1950s - Cass Elliot, 1960s - Peter Tork, mid 1960s - Jim Morrison, late 1960s - Abigail Folger y Wojciech Frykowski, 1968-1969 - Frank Zappa, 1968-1993 - John Mayall, 1969-1979 - Joni Mitchell & Graham Nash, 1970s - Alice Cooper, 1971-1976 - Eric Burdon, 1970s - Jerry Brown, 1970s. - Dusty Springfield, 1970s - Keith Richards, 1970s - The Rolling Stones, 1970s - Keith Moon, 1970s - Orson Welles, late 1970s. - Christina Applegate - Harry Houdini, 1919-1921 - Irving Ravetch y Harriet Frank, Jr. 1960s | - Véase artículo principal: Véase:Hollywood - Letrero de Hollywood - Boulevar de Hollywood - Hollywood and Highland - Dolby Theatre |

### El área del Puerto y la Península de Rancho Palos Verdes

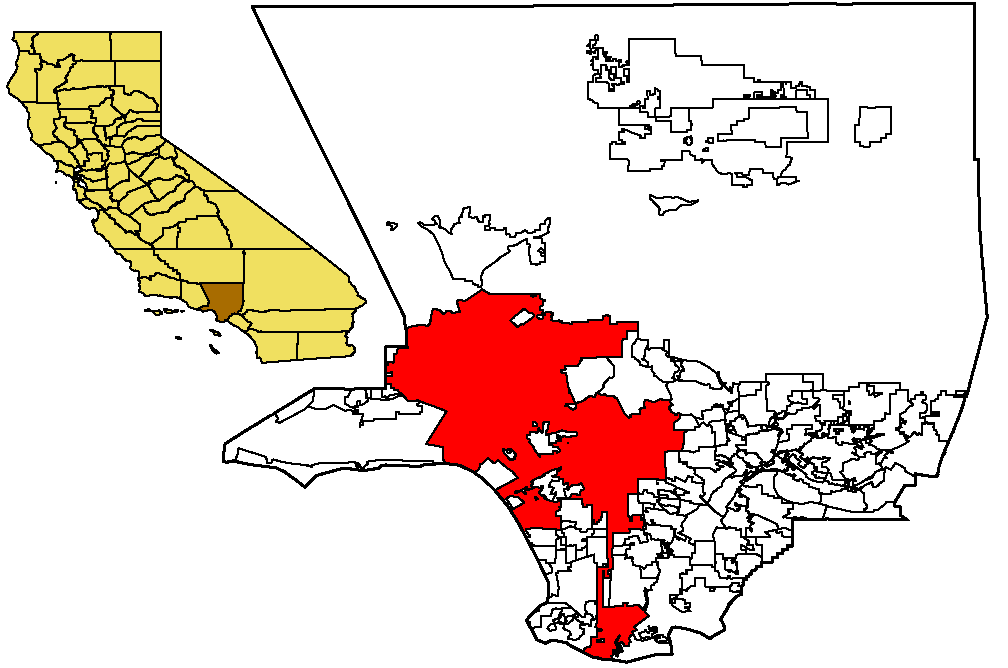
San Pedro es el área sur extrema de la ciudad de Los Ángeles y está conectada por la línea pequeña que corre hacia el sur por la Autovía 110.

La región de San Pedro fue unida a la ciudad para dar a Los Ángeles una conexión al Puerto de Los Ángeles. El área sur del Centro está conectada solamente por la Autovía 110. También es conocida como Gateway Cities (ciudades de entrada).
| Región de Los Ángeles | Barrios y Atracción |
| --- | --- |
| El puerto San Pedro de Los Ángeles : Residente \ Nativos Famosos del área: - Snoop Dogg - Sharon Tate - D.L. Hughley - James Hahn | - Long Beach - Aquario del Pacífico - Long Beach Grand Prix - Queen Mary - Puerto de Long Beach - Harbor City - Reggie the Alligátor - Harbor Pines - Harbor Gateway - San Pedro - Vincent Thomas Bridge - Puerto de Los Ángeles - Palisades - Point Fermin - Korean Bell of Friendship - South Shores - Vista del Oro - The Gardens - Rolling Hills Highlands - Vinegar Hill - Terminal Island - Wilmington |

### Los Feliz & Silver Lake

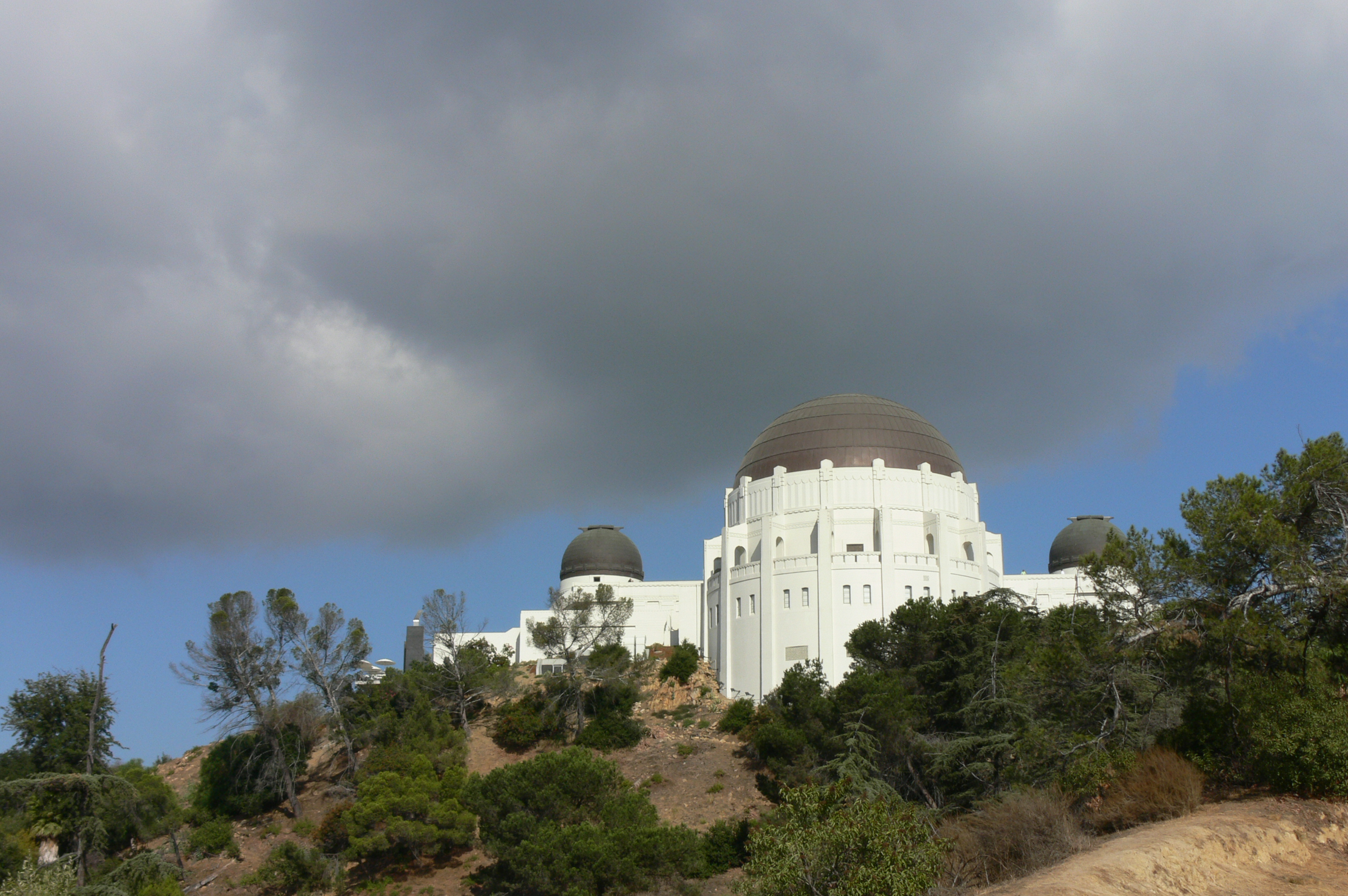
Observatorio Griffith en el Barrio de Los Feliz.

Esta región está ubicada entre el área de Hollywood y el río Los Ángeles. Es un distrito residencial, tranquilo y muy verde del Parque Elysian y el Parque Griffith que con su Observatorio Griffith, es uno de los parques más grandes del país dentro de un área urbana.
Igualmente, el área de Westlake es la más cercana a las colinas de Hollywood y la más costosa del entorno. Esta zona retuvo su estatus, en tanto que el área del este se masificó. Aquí se encuentra el estadio de Los Ángeles Dodgers, llamado localmente Chávez Ravine. Chávez Ravine era un área residencial de población hispana que fue demolida para construir el estadio en la década de 1950.
| Región de Los Ángeles | Barrios y Atracción |
| --- | --- |
| Los Feliz & Silver Lake de Los Ángeles: Residentes / Nativos Famosos del área: - Leonardo DiCaprio - Madonna - Linkin Park - James Avery - Michael Balzary (The Red Hot Chili Peppers) - Kirstie Alley - Beck - Mark Oliver Everett - Valerie Bertinelli - Johnnie Cochran - Katharine Cornell - Glenn Danzig (ex-residente) - Geena Davis - Cecil B. DeMille - Shepard Fairey - Colin Farrell - Heidi Fleiss - Howard Hughes (tenía casa en el área) - Al Jolson - Tony Kanal - Anthony Kiedis - Arthur Lee - Adam Levine - Béla Lugosi - Aimee Mann - Mandy Moore - Michael Penn - Brad Pitt - Robert Pattinson - Kristen Stewart - Giovanni Ribisi - Gavin Rossdale - Kim Shattuck - Slash - Gwen Stefani - Kiefer Sutherland - Blair Underwood - Edward Van Halen - Butch Walker - Maynard James Keenan - Leno y Rosemary LaBianca (asesinados en 1969) - Shannon Carlson - Justin Bua - Jim Hill - Danny Bonaduce - William J. Bratton | - Elysian Park - Elysian Park - Elysian Heights - Dodger Stadium - Elysian Valley - Lincoln Park - Los Feliz - Parque Griffith - Observatorio Griffith - Franklin Hills - Silver Lake - Sunset Junction |

### Sur de Los Ángeles

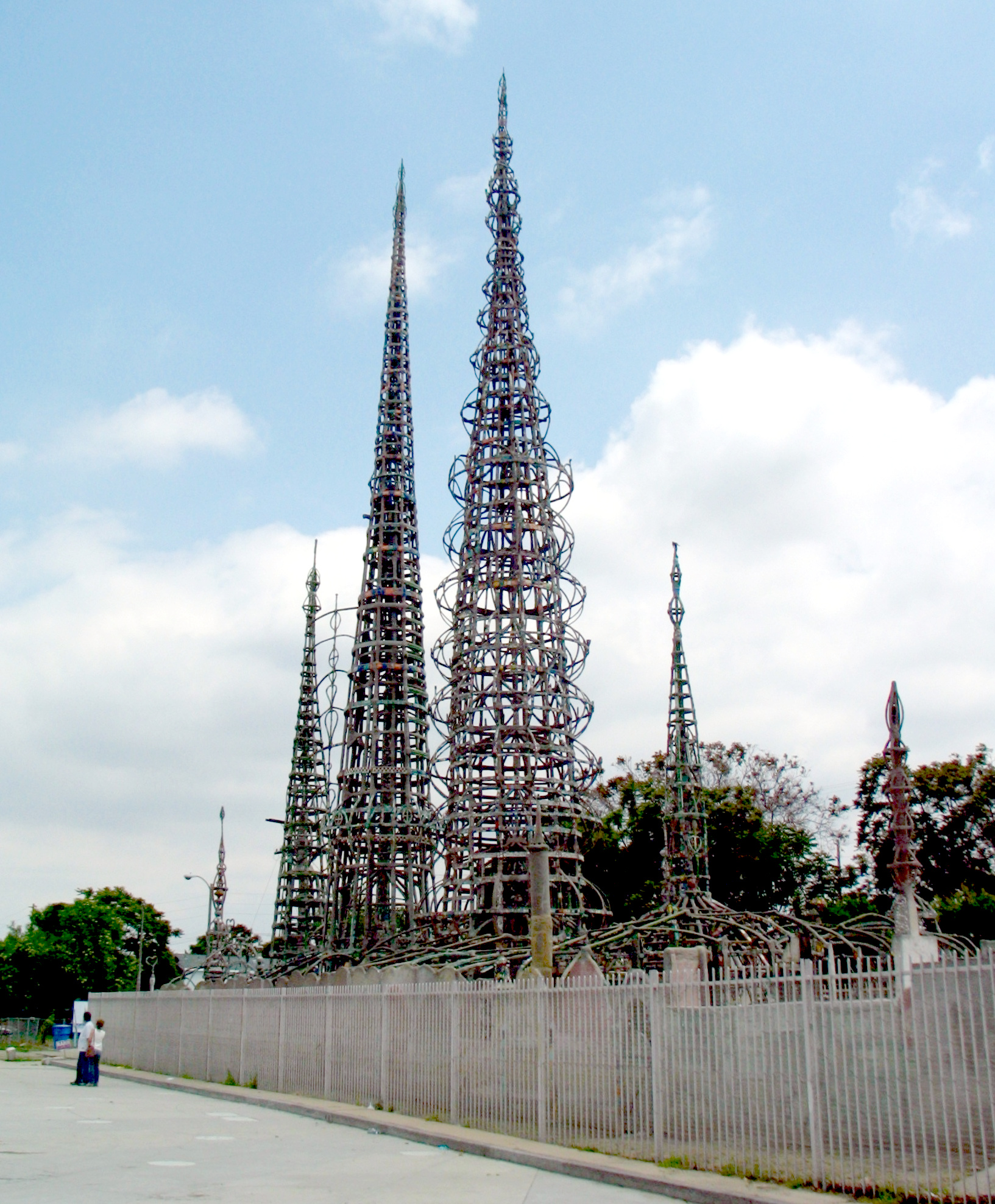
Watts Towers.

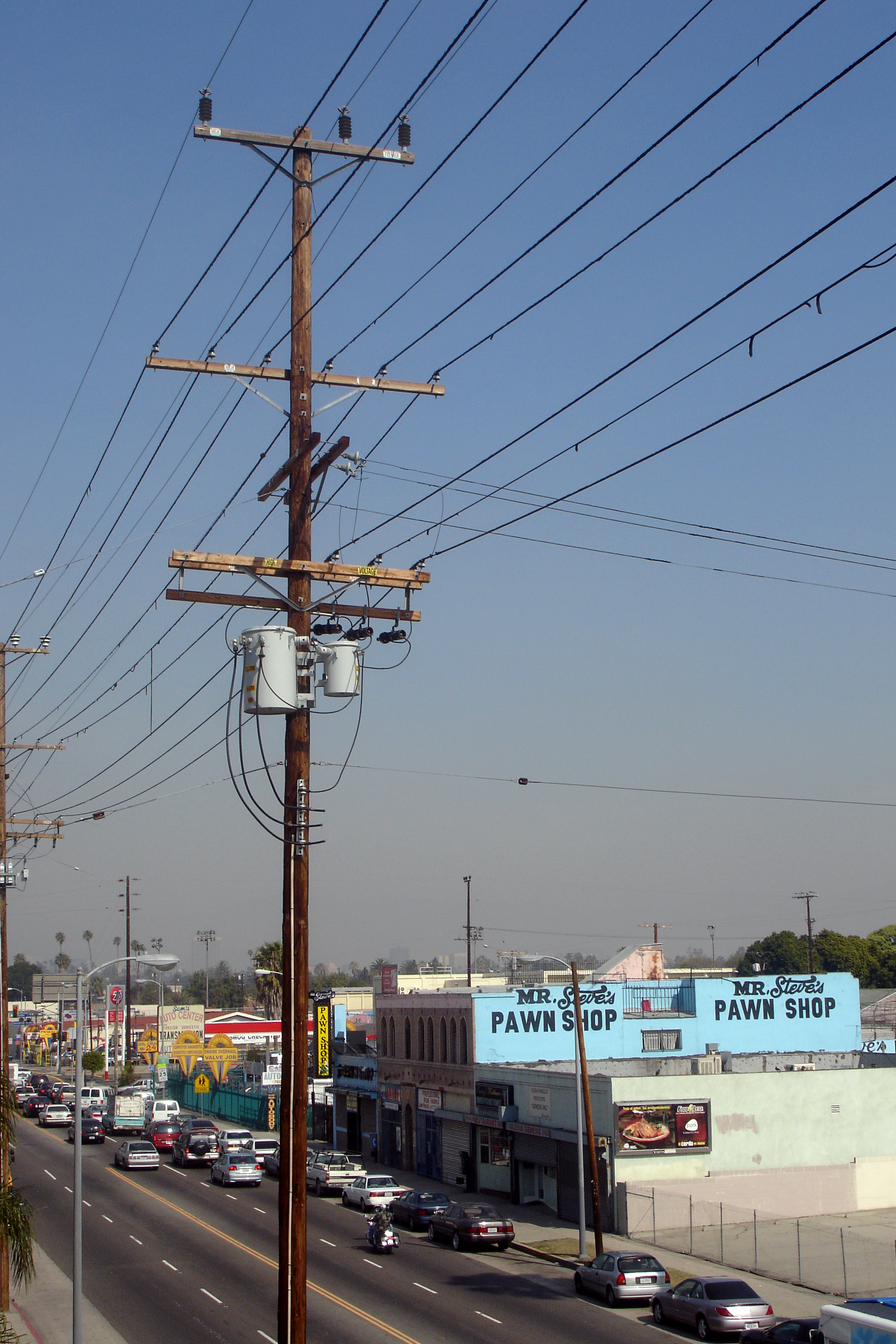
El sur de Los Ángeles.

El Sur de Los Ángeles (en inglés South Los Angeles), antiguamente llamado Sur-Central de Los Ángeles (en inglés South Central Los Angeles), es la zona ubicada directamente al sur del Centro de Los Ángeles y la Autovía 10, sin incluir el área del Puerto. El área tiene mala reputación por su índice de criminalidad y por su población de bajos recursos en los distritos de Compton y Watts. Aquí también se encuentra la Universidad del Sur de California, una de las más prestigiosas de California, que se ubica en el distrito de West Adams, y el Coliseo de Los Ángeles en University Park, que son áreas muy tranquilas, al igual que los distritos de Crenshaw y Leimert Park.
| Sur de Los Ángeles | Barrios y Atracción |
| --- | --- |
| Sur de Los Ángeles: Residentes \ Nativos Famosos del área: - Kevin Costner - Tupac Shakur - Dr. Dre - Eazy-E - Ice Cube - Kendrick Lamar - Ice-T - Dennis Johnson - Serena Williams - Venus Williams - "Weird Al" Yankovic - Rick Adelman - Baron Davis - Larry Elder - Eric Dolphy - James Hahn - Hampton Hawes - Keyshawn Johnson - Arthur Lee - Tayshaun Prince - John Singleton - Maxine Waters - David Ayer - Barry White - Esther Williams - Mack 10 - Paul Pierce - Steve Smith - The Game - Tyra Banks - Tyrese Gibson - Omarion - Regina King - Darryl Strawberry | - Athens on the Hill - Baldwin Hills - Baldwin Hills Estates - Baldwin Village - Baldwin Vista - Canterbury Knolls - Chesterfield Square - Compton - Crenshaw - Exposition Park - Los Angeles Memorial Coliseum - Shrine Auditorium - Gramercy Park - Inglewood - Hyde Park - Jefferson Park - King Estates - Leimert Park - Manchester Square - Magnolia Square - Morningside Park - South Los Ángeles - View Heights - Vermont Knolls - Vermont Park - Baldwin Hills - Vermont Square - Watts - Watts Towers - West Adams - The University of Southern California - Kinney Heights - North University Park - Figueroa Corridor - University Park - West Alameda - South Gate |

### El "Valle"
El área más grande de la ciudad de Los Ángeles es el Valle de San Fernando, conocido localmente como el "Valle". Es un suburbio con casas grandes y centros comerciales al norte del Centro, sobre las colinas de Hollywood. Más de 40% de la población de la Ciudad de Los Ángeles está ubicada en el Valle. Mulholland Drive, en la zona de las colinas Hollywood, es la "frontera" sur de la región.
| Región de Los Ángeles | Barrios y Atracción |
| --- | --- |
| Valle de San Fernando: Residentes \ Nativos Famosos del área: - John Wayne - David Hasselhoff - John Travolta - Jennifer Aniston - Selena Gomez - Kevin Spacey - Xzibit - Kirk Cameron - Amelia Earhart - Familia Osmond - Val Kilmer - Mare Winningham - Adam Rich - Ashley Tisdale - Chick Hearn - John Wooden - Clark Gable - Vanessa Hudgens - Zac Efron - Lisa Kudrow - Michael Landon - Sally Ride - Stephanie Zimbalist - David Gest - Dave Grohl - Steve Vai - Phil Hartman - Brynn Hartman - Heidi Hamilton - Ron Howard - Janet Jackson - Cybill Shepherd - Ashlee Simpson - Rudolph Valentino - John Elway - Ashley Judd - Gilbert Arenas - Ritchie Valens - Paula Abdul - Wilmer Valderrama - America Ferrera - Kim Basinger - Alec Baldwin - Telly Savalas | - Arleta - Balboa Park - Cahuenga Pass - Canoga Park - Chatsworth - Encino - Granada Hills - Lake View Terrace - Lake Balboa - La Tuna Canyon - Mission Hills - NoHo Arts District - North Hills - North Hollywood - Northridge - Pacoima - Panorama City - Porter Ranch - Reseda - Sepúlveda - Shadow Hills - Sherman Oaks - Studio City - Sun Valley - Sunland - Sylmar - Tarzana - Toluca Lake - Toluca Woods - Tujunga - Valley Glen - Valley Village - Van Nuys - Ventura Business District- Centro Financiero - Warner Center- Centro Financiero - West Hills - West Toluca - Winnetka - Woodland Hills |

### Los Ángeles Central
Wilshire es el área ubicada al norte de la autovía 10, al este de Beverly Hills, al oeste del Centro, y al sur de la zona de Hollywood.
Wilshire sigue el Bulevar Wilshire que está en el Centro de la ciudad. En esta zona hay residencias de gente adinerada de clase media. La línea de la ciudad sigue el bulevar del Centro hasta la región del Westside al oeste. La zona de Koreatown se encuentra en Wilshire.
| Región de Los Ángeles | Barrios y Atracción |
| --- | --- |
| Wilshire: Residentes \ Nativos Famosos del área: - Área Urbana Financiera Wilshire - La ciudad de Los Ángeles tiene una residencia para el alcalde en Windsor Square, llamada la Casa Getty. | - Carthay - Carthay Circle - Carthay Square - South Carthay - Little Ethiopia - Fairfax District - Farmers Market - The Grove at Farmers Market - CBS Television City- Estudios de Filme - Olympic Park - West Pico - Beverly Center - Cedars-Sinai Medical Center - Picfair Village - Pico Del Mar - Pico Park - Wilshire Highlands - Wilshire Vista - Arlington Heights - Western Heights - Country Club Park - Hancock Park - Brookside Park - Fremont Place - Hancock Park - The Improv - Larchmont - Larchmont Village - Windsor Square - La Brea-Hancock - Ridgewood-Wilton - St. Andrews Square - Wilshire Park - Longwood Highlands - Park Mile - Windsor Village - Harvard Heights - Lafayette Square - Wellington Square - Miracle Mile - La Brea Tar Pits - Museo de Arte del Condado de Los Ángeles - Park La Brea - Wilshire Center - Koreatown |

### Oeste de Los Ángeles (Westside)

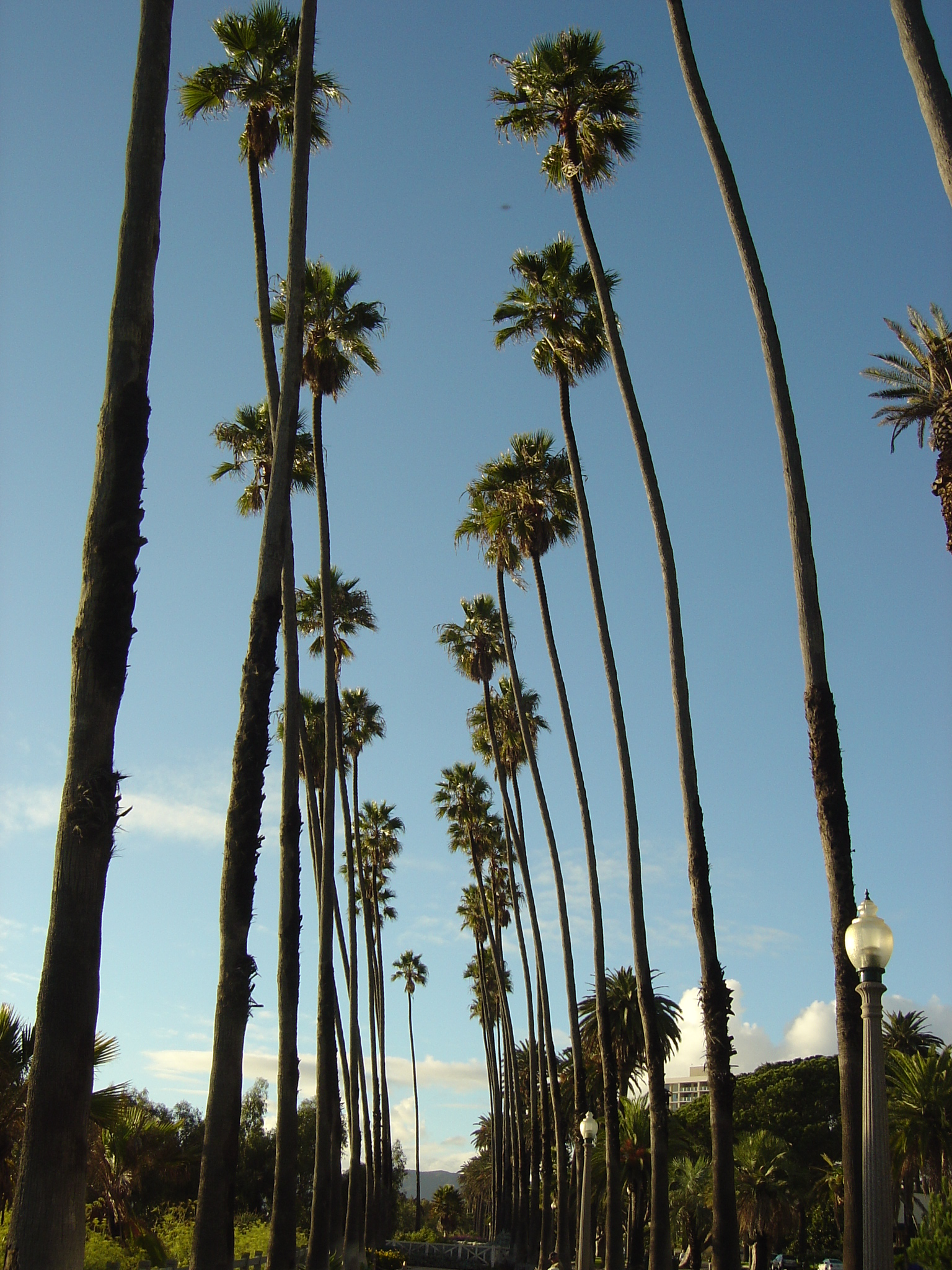
Una calle regular en la región del Westside.

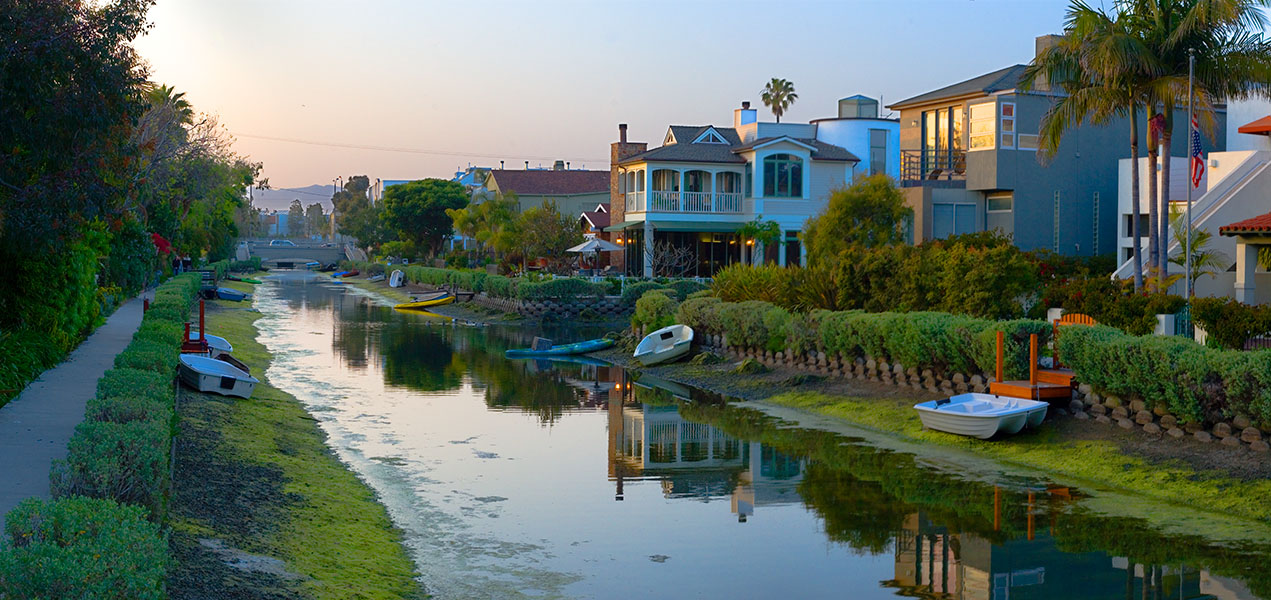
Canales de Venice.

El oeste de Los Ángeles está rodeado por las zonas de Wilshire al este, las colinas de Santa Mónica con el Valle al norte, y el océano Pacífico al suroeste.
El área tiene residentes de variadas nacionalidades y es hogar de los pudientes de la ciudad. Es muy atractiva por las colinas de las montañas de Santa Mónica al norte, la proximidad a las playas y las residencias de lujo, y es una de las áreas de mayor densidad en todos los Estados Unidos. Un buen ejemplo son los distritos de Pacific Palisades, Malibu, Beverly Hills, Bel-Air donde residen los ricos y famosos de la industria del cine de Hollywood. Varias familias de gente de clase media todavía viven en la zona, en Culver City y sus distritos alrededores más al sur.
El área tiene su propio centro financiero llamado Century City, un terreno que antes pertenecía a los estudios del cine 20th Century Fox, de donde recibe su nombre. Century City tiene varios rascacielos y es confundido con el Centro de Los Ángeles.
| Región de los Ángeles | Barrios y Atracción |
| --- | --- |
| Oeste de Los Ángeles: Residentes \ Nativos Famosos del área: - Arnold Schwarzenegger - Steven Spielberg - Tom Cruise - Jim Carrey - César Romero - Steven Seagal - Paris Hilton - Justin Bieber - Miley Cyrus - Jonas Brothers - Kanye West - Kim Kardashian - Kourtney Kardashian - Khloe Kardashian - David Beckham - Victoria Beckham - Britney Spears - Whitney Houston - Axl Rose - (vocalista de Guns N' Roses) - Matt Stone (creador de South Park) - Xavi Moya - Avril Lavigne - Deryck Whibley - Ronald Reagan - Nancy Reagan - Karl Malden - Jessica Biel - Alanis Morissette - Josh Duhamel - Cindy Crawford - Helen Hunt - Julianna Margulies - Phyllis Diller - Angela Lansbury - Cloris Leachman - Reese Witherspoon - Ryan Phillippe - Vanna White - Monica Lewinsky - Gary Cooper - Clark Gable - Tyrone Power - Keenan Wynn - Joan Crawford - Henry Fonda - Frances Ford Seymour - Shirley Temple - Desi Arnaz - Dick Van Dyke - Francis Ford Coppola - Melissa Etheridge - Jennifer Garner - Jackson 5 - O.J. Simpson y Nicole Brown Simpson - Rick Allen - Kristen Bell - Johnny Carson - Cher - Dick Clark - Courteney Cox - John Cusack - Danny DeVito - David Duchovny - Bob Dylan - Lawrence Ellison - Sally Field - Richard Gere - Mel Gibson - Whoopi Goldberg - Tom Hanks - Goldie Hawn - Incubus - Jeffrey Katzenberg - Téa Leoni - Reggie Miller - Robert Redford - Diana Ross - Suzanne Somers - Barbra Streisand - Dominique Swain - Charlize Theron - The Beach Boys - Martin Short - Vlade Divac - Ray Liotta - Michael Richards - Tobey Maguire - Katie Holmes - Alex Albrecht - Angelyne - Shannon Marketic - Merrill Markoe - Tariq Nasheed - Richard Riordan (exalcalde) | - Bel-Air - Roscomare Valley - Beverly Glen - Benedict Canyon - Beverly Crest - Beverly Hills - Beverly Hilton - The Beverly Hills Hotel - Rodeo Drive - Los Ángeles Country Club Golf - Beverlywood - Brentwood - Brentwood Circle - Brentwood Glen - Brentwood Hills - Brentwood Park - Bundy Canyon - Kenter Canyon - Crestwood Hills - Mandeville Canyon - Westridge Heights - South Brentwood - Westgate - Century City- (Centro Financiero) - Torres Jemelas - Century Plaza Towers de 45 pisos diseñadas por Minoru Yamasaki. - Torre MGM - 20th Century Fox - Regent Wilshire Hotel - Century Plaza Hotel- Hotel donde se quedan Los presidentes y dignatarios, cuando visitan Los Ángeles. - Cheviot Hills - Castle Heights - Crestview - Del Rey - Mar Vista - Malibu - Playas de Malibu - Westdale - Pacific Palisades - Castellammare - Huntington Palisades - Palisades Highlands - Santa Monica Canyon - Rustic Canyon - Santa Mónica - Santa Mónica Pier - Muelle Famoso turístico. - Palms - Westside Village - Playa del Rey - Playa Vista - Rancho Park - Home Junction - Regent Square - Westchester - South Robertson - area de compras: Kitson, The Ivy. - Reynier Village - Venice - Playas Venice Beach - Muscle Beach - Oakwood - Venice Canals - Aeropuerto Internacional de Los Ángeles - Loyola Village - Manchester Square - West Los Ángeles - Sawtelle - Westwood - Los Angeles California Temple - 2nd Iglesia más grande de Mormones. - Universidad de California, Los Ángeles - Holmby Hills - Westwood Village - Westwood North Village |